# Mormonia gueneoi
Mormonia gueneoi är en fjärilsart som beskrevs av Augustus Radcliffe Grote 1887. Mormonia gueneoi ingår i släktet Mormonia och familjen nattflyn. Inga underarter finns listade i Catalogue of Life.